# جوب الأعلى (عمران)
جوب الأعلى هي إحدى قرى الجمهورية اليمنية. تتبع جغرافيا لمحافظة عمران وإداريًا لمديرية جبل عيال يزيد. يبلغ تعداد سكانها 5987 نسمة حسب الإحصاء الذي أجري عام 2004.